# Julien Brouillette
Julien Brouillette, född 5 december 1986, är en kanadensisk professionell ishockeyspelare som tillhör NHL–organisationen Winnipeg Jets och spelar för St. John's IceCaps i AHL. Han har tidigare spelat på NHL-nivå för Washington Capitals och på lägre nivåer för Providence Bruins, Hartford Wolf Pack, Charlotte Checkers, Lake Erie Monsters och Hershey Bears i AHL, Columbia Inferno, Charlotte Checkers, Greenville Road Warriors och Reading Royals i ECHL och Saguenéens de Chicoutimi i LHJMQ.
Brouillette blev aldrig draftad av någon NHL–organisation.

## Statistik
| 2002–2003    | Estacades de Cap-de-la-Madeleine | MAAA         | 41  | 8  | 20 | 28  | 26  | —  | — | —  | —  | —  |
| 2003–2004    | Estacades de Trois-Rivières      | MAAA         | 13  | 5  | 15 | 20  | 16  | —  | — | —  | —  | —  |
|              | Saguenéens de Chicoutimi         | LHJMQ        | 24  | 0  | 0  | 0   | 7   | 18 | 0 | 4  | 4  | 0  |
| 2004–2005    | Saguenéens de Chicoutimi         | LHJMQ        | 65  | 7  | 11 | 18  | 61  | 17 | 4 | 4  | 8  | 23 |
| 2005–2006    | Saguenéens de Chicoutimi         | LHJMQ        | 70  | 10 | 42 | 52  | 86  | 9  | 1 | 3  | 4  | 8  |
| 2006–2007    | Saguenéens de Chicoutimi         | LHJMQ        | 68  | 10 | 43 | 53  | 52  | 4  | 1 | 2  | 3  | 8  |
| 2007–2008    | Columbia Inferno                 | ECHL         | 67  | 6  | 11 | 17  | 55  | 13 | 0 | 4  | 4  | 6  |
| 2008–2009    | Charlotte Checkers               | ECHL         | 70  | 11 | 18 | 29  | 67  | 6  | 0 | 1  | 1  | 2  |
| 2009–2010    | Charlotte Checkers               | ECHL         | 47  | 13 | 20 | 33  | 23  | 7  | 0 | 5  | 5  | 2  |
|              | Providence Bruins                | AHL          | 3   | 0  | 1  | 1   | 0   | —  | — | —  | —  | —  |
|              | Hartford Wolf Pack               | AHL          | 21  | 1  | 3  | 4   | 4   | —  | — | —  | —  | —  |
| 2010–2011    | Greenville Road Warriors         | ECHL         | 25  | 11 | 12 | 23  | 8   | 1  | 0 | 0  | 0  | 0  |
|              | Charlotte Checkers               | AHL          | 1   | 0  | 0  | 0   | 0   | —  | — | —  | —  | —  |
|              | Lake Erie Monsters               | AHL          | 50  | 2  | 15 | 17  | 20  | 7  | 1 | 1  | 2  | 2  |
| 2011–2012    | Hershey Bears                    | AHL          | 74  | 7  | 14 | 21  | 24  | 3  | 0 | 1  | 1  | 4  |
| 2012–2013    | Hershey Bears                    | AHL          | 61  | 2  | 5  | 7   | 35  | 5  | 0 | 3  | 3  | 0  |
|              | Reading Royals                   | ECHL         | 1   | 0  | 0  | 0   | 2   | —  | — | —  | —  | —  |
| 2013–2014    | Washington Capitals              | NHL          | 10  | 1  | 1  | 2   | 0   | —  | — | —  | —  | —  |
|              | Hershey Bears                    | AHL          | 51  | 10 | 10 | 20  | 22  | —  | — | —  | —  | —  |
| NHL totalt   | NHL totalt                       | NHL totalt   | 10  | 1  | 1  | 2   | 0   | —  | — | —  | —  | —  |
| AHL totalt   | AHL totalt                       | AHL totalt   | 261 | 22 | 48 | 70  | 105 | 15 | 1 | 5  | 6  | 6  |
| ECHL totalt  | ECHL totalt                      | ECHL totalt  | 210 | 41 | 61 | 102 | 155 | 27 | 0 | 10 | 10 | 10 |
| LHJMQ totalt | LHJMQ totalt                     | LHJMQ totalt | 227 | 27 | 96 | 123 | 206 | 48 | 6 | 13 | 19 | 39 |